# Arctostaphylos bicolor
Arctostaphylos bicolor, biljna vrsta, nekada klasificirana u monotipski rod iz porodice vrjesovki čiji je jedini predstavnik spororastući grm A. bicolor. Područje mu je ograničeno na jug američke države Kalifornije i meksički poluotok California.
Može narasti do pet metara visine. Raste uspravno, obično s više debala i sfernom krošnjom. Listovi su duguljasti, tamnozeleni, s donje strane svjetliji. Cvate od prosinca do veljače. Plodovi su tamnocrvene do gotovo crne boje, promjera 7 mm, s vrlo malo mesa, i drvenastom sjemenkom.
Plod je hrana pticama, a u domorodačko doba Luiseño Indijanci preko noći su zrele plodove natapali u hladnoj vodi, kako bi dobili napitak nalik jabukovači.

## Sinonimi
- Xylococcus bicolor Nutt., Trans. Am. Phil. Soc. N. S. 8: 259 (1843)
- Arctostaphylos bicolor (Nutt.) Brandegee, Proc. Calif. Acad. Ser. II. 2: 181 (1889)
- Arctostaphylos clevelandi A.Gray, Proc. Am. Acad. 12: 61 (1877)
- Arctostaphylos veatchii Kellogg, Proc. Calif. Acad. 2: 19 (1863)
- Comarostaphylis bicolor (Nutt.) Klotzsch, Linnaea, 24: 78 (1851)

- X. bicolor
- X. bicolor
- X. bicolor
- X. bicolor